# Rodolfo Ganzon
Rodolfo Tiamson Ganzon (* 1922 in Iloilo City, Iloilo; † 29. Oktober 2003 ebenda) war ein philippinischer Politiker der Nacionalista Party, der sowohl Bürgermeister von Iloilo City als auch Mitglied des Repräsentantenhauses und des Senats war.

## Leben

### Kommunalpolitiker und Abgeordneter
Ganzon begann nach dem Besuch der Grundschule und der High School ein Studium der Rechtswissenschaften am College of Law der Iloilo City Colleges und schloss dieses 1950 summa cum laude ab, wobei er mit einer Durchschnittsnote von 91,10 Prozent bei den landesweiten Abschlussprüfungen (Philippine Bar Examination) den dritten Platz belegte. Im Anschluss begann er eine Tätigkeit als Rechtsanwalt.
Seine politische Laufbahn begann Ganzon 1951 in der Kommunalpolitik als er City Councillor Mitglied des Stadtrates von Iloilo City gewählt wurde. Bei den Wahlen zum Kongress wurde er 1953 als Nachfolger von Pascual Espinosa erstmals zum Mitglied des Repräsentantenhauses gewählt und vertrat in diesem bis 1957 den Wahlbezirk Iloilo II. Während dieser Zeit engagierte er sich insbesondere für den Gesetzentwurf zum Iloilo City Freedom Law, der dazu führte, dass die Bewohner der Stadtbezirke Jaro, La Paz, Molo, Arevalo, Mandurriao und Iloilo City Proper ihr verfassungsmäßiges Recht zurückerhielten, ihre eigenen Bürgermeister, Vize-Bürgermeister und Ratsmitglieder zu wählen.
Bei der daraufhin erfolgten Wahl wurde Ganzon 1955 zum Bürgermeister von Iloilo City gewählt und bekleidete diese Funktion bis 1961 mit einer kurzen Unterbrechung 1959. Zeitweise fungierte er auch als Vorsitzender der Liga der Provinzgouverneure und Bürgermeister der Philippinen (League of Provincial Governors and City Mayors of the Philippines). Bei den Kongresswahlen 1961 wurde er abermals als Nachfolger Pascual Espinosa mit einer Mehrheit von 20.000 Wählerstimmen zum Mitglied des Repräsentantenhauses gewählt und vertrat bis 1963 erneut den zweiten Wahldistrikt von Iloilo.

### Senator
Bei den Wahlen zum Senat am 12. November 1963 erreichte Ganzon mit 2.708.385 Wählerstimmen den siebtbesten Platz unter den acht zu vergebenden Senatssitze und wurde damit für eine sechsjährige Legislaturperiode zum Mitglied des Senats gewählt. Während seiner Senatszugehörigkeit war er zeitweilig Vorsitzender der Senatsausschüsse für Verwaltungsreorganisation, für Gesundheit, Arbeit und Einwanderung, für den öffentlichen Dienst sowie für Landwirtschaft und natürliche Ressourcen und zugleich Mitglied von dreizehn weiteren Senatsausschüssen.
Während dieser Zeit legte er den Gesetzentwurf für die kostenlose Primar- und Sekundarschulbildung vor und wurde dafür Father of Free Education genannt. Darüber hinaus trug er dazu bei, dass das Senatswahltribunal (Senate Electoral Tribunal) die Kandidatur von Benigno Aquino junior von der Partido Liberal ng Pilipinas bei den Senatswahlen am 14. November 1967 zuließ. Der am 27. November 1932 geborene Aquino erfüllte zum Zeitpunkt der Wahl nicht das damals geltende gesetzliche Mindestalter von 35 Jahren erfüllte. Ganzon unterstützte jedoch die Argumentation der Liberalen Partei, dass Aquino am Tage des Amtsantritts am 30. Dezember 1967 dieses Mindestalter erreicht hatte.
Bei den Senatswahlen vom 11. November 1969 kandidierte Ganzon erneut für die Nacionalista Party für ein Senatsmandat. Obwohl er sein Wahlergebnis auf 2.799.849 Stimmen verbessern konnte, erzielte er diesmal nur den elften Platz bei den acht zur Wahl stehenden Sitze und schied somit aus dem Senat aus.

### Kritik an Ferdinand Marcos, Corazon Aquino und die Katholische Kirche
1971 wurde er wiederum zum Bürgermeister von Iloilo City gewählt und bekleidete diese Funktion bis zur Verhängung des Kriegsrechts durch Präsident Ferdinand Marcos am 21. September 1972. In der Folgezeit gehörte er zu den Kritikern des sich zur Diktatur entwickelnden Präsidentschaft von Marcos und wurde kurz nach Verhängung des Ausnahmezustandes durch ein Militärgericht wegen Rebellion und illegalem Waffenbesitz zu zwei Mal lebenslanger Freiheitsstrafe verurteilt und verbrachte danach sechs Jahre im Gefängnis, ehe er sich zwischen 1978 und dem Sturz von Marcos im Februar 1986 unter Hausarrest befand.
Ganzon wurde 1988 abermals Bürgermeister von Iloilo City und hatte dieses Amt bis 1990 inne. In der Folgezeit kritisierte er wiederholt die damalige Präsident Corazon Aquino und wurde daraufhin zwischen 1990 und 1991 vom Ministerium für Inneres und Lokalverwaltung (Department of Interior and Local Government) aus verschiedenen Gründen für insgesamt ein Jahr von politischen Ämtern ausgeschlossen, ehe schließlich der Oberste Gerichtshof (Supreme Court of the Philippines) entschied, dass das Ministerium eine öffentliche Person nicht länger als neunzig Tage von Ämtern suspendieren dürfte.
Schließlich kritisierte er auch die Katholische Kirche, da diese wie auch der Staat keine Grundbesitzsteuern zahle und forderte zugleich, dass sie deren Grundbesitz bei öffentlichen Auktionen versteigere. Wegen seiner Kritik an den damaligen Erzbischof von Jaro, Alberto Jover Piamonte, wurde er 1992 für einige Zeit von den Sakramenten ausgeschlossen.
Nach dem Tod seiner ersten Frau Dolores Pagodinog 1989, mit der er zehn Kinder hatte, heiratete er 1991 in zweiter Ehe 1989 die 44 Jahre jüngere Rona Anape. In den folgenden Jahren kam es seit 1996 immer wieder zu Gerichtsverfahren, in denen die Kinder ein Besuchsrecht bei ihrem Vater forderten sowie letztlich eine Aufhebung der zweiten Eheschließung. Dieses Verfahren kam wegen des Todes von Ganzon, der 2001 Berater von Präsidentin Gloria Macapagal-Arroyo für Visayas war, nicht mehr zum Abschluss.